# Бейгулово
Бейгу́лово (рос. Бейгулово, башк. Бейғол) — село у складі Уфимського району Башкортостану, Росія. Входить до складу Шемяцької сільської ради.
Населення — 172 особи (2010; 151 у 2002).
Національний склад:
- росіяни — 37 %
- башкири — 28 %